# Carme CIX
Il carme 109 è un breve componimento in versi di Catullo e fa parte del Liber; il poeta si rivolge agli dèi perché facciano in modo che le promesse d'amore eterno di Lesbia siano sincere e sia dunque possibile protrarre per tutta la vita l'aeternum foedus sanctae amicitiae, cioè "patto d'amore eterno", che sia anche accompagnato dalla reciproca amicizia oltre che dalla sola passione.
hunc nostrum inter nos perpetuumque fore.

Di magni, facite ut vere promittere possit,

atque id sincere dicat et ex animo,

ut liceat nobis tota perducere vita

aeternum hoc sanctae foedus amicitiae.»
nostro amore tra di noi sarà felice ed eterno.

O Grandi Dei, fate in modo che possa promettere veramente

e inoltre che dica ciò sinceramente e dall'anima,

Affinché ci sia lecito prolungare per tutta la vita

questo eterno patto di sacro amore.»